# Thecodont
Thecodont is een gebitstype waarbij de tanden in holtes in de kaak zijn gelegen. De tanden en kiezen zijn hierbij voorzien van een tandwortel. Een dergelijk type gebit komt onder andere voor bij reptielen zoals krokodilachtigen en bij zoogdieren.
Andere gebitstypes zijn pleurodont en acrodont.